# Saint-Laurent-de-Carnols
Saint-Laurent-de-Carnols este o comună în departamentul Gard din sudul Franței. În 2009 avea o populație de 473 de locuitori.

## Evoluția populației
| An        | 1975 | 1982 | 1990 | 1999 | 2006 | 2009 |
| --------- | ---- | ---- | ---- | ---- | ---- | ---- |
| Populație | 189  | 203  | 279  | 403  | 444  | 473  |